# Аве Мария

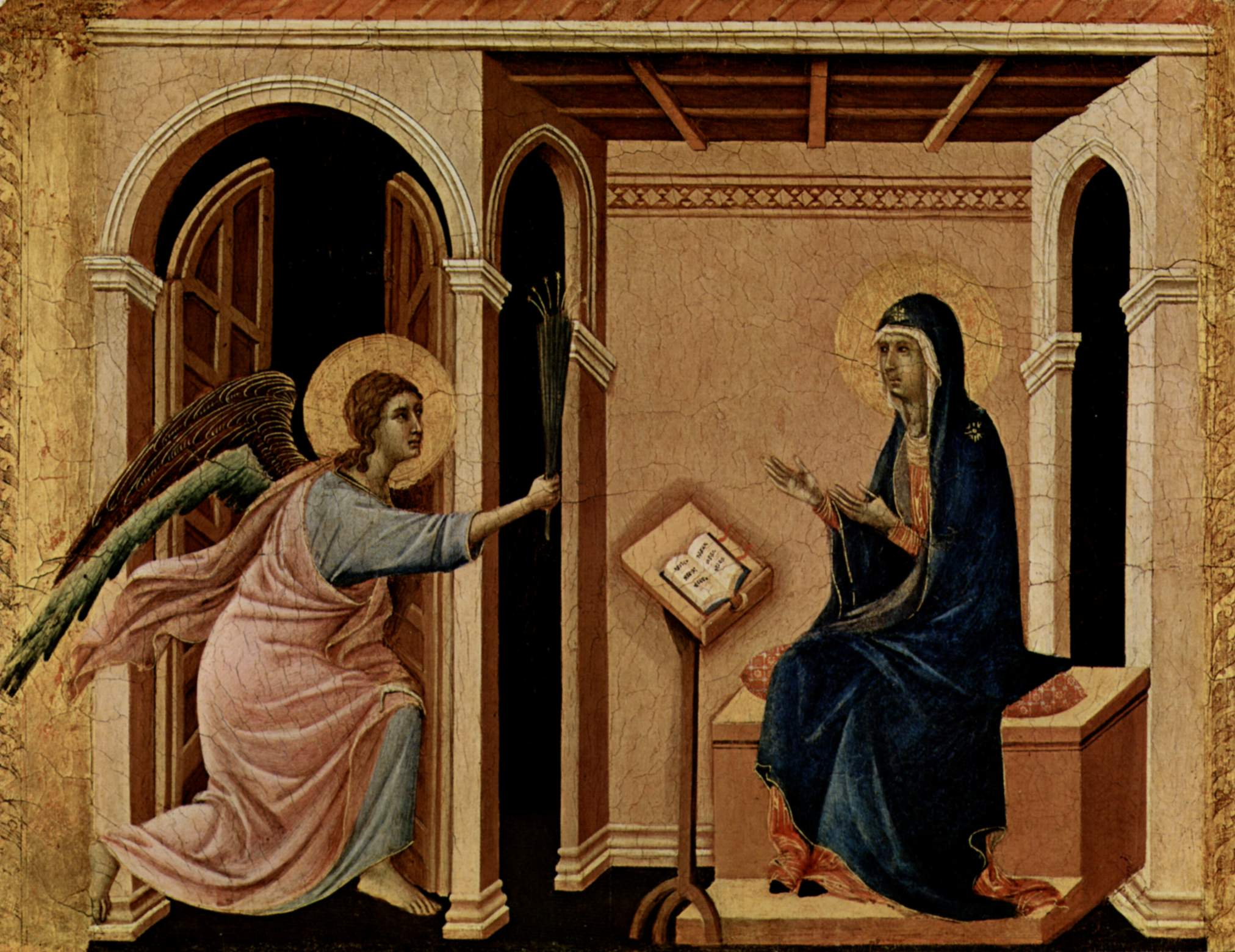
«Благовещение» (Дуччо ди Буонинсенья), 1308—1311 гг.

А́ве Мари́я (от лат. Ave Maria [ˈavɛ mɐˈrʲiɪ̯ə] — «радуйся, Мария») — католическая молитва к Деве Марии. Эту молитву называют также «Ангельским приветствием» (angelica salutatio), так как её первая фраза представляет собой приветствие архангела Гавриила, сказанное им Марии в момент Благовещения.
В византийском обряде молитве «Аве Мария» соответствует Песнь Пресвятой Богородице.

## История

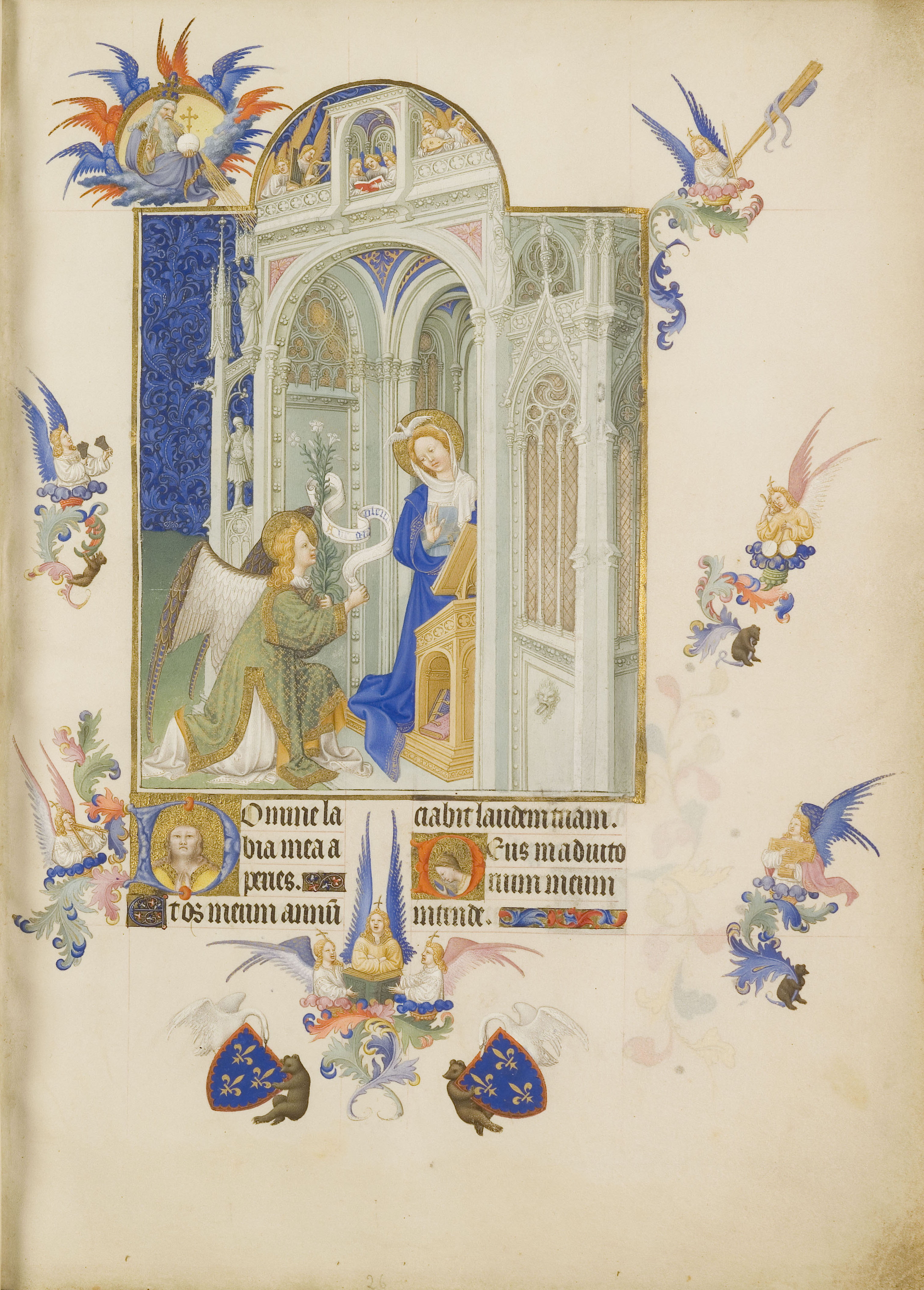
Благовещение в «Великолепном часослове герцога Беррийского»

Источником молитвы послужили два стиха из Евангелия от Луки:
| Синодальный перевод                                                                                       | Вульгата                                                                                        | Новая Вульгата                                                                                       |
| Приветствие Ангела (Лк. 1:28)                                                                             | Приветствие Ангела (Лк. 1:28)                                                                   | Приветствие Ангела (Лк. 1:28)                                                                        |
| --- | ----------------------------------------------------------------------------------------------- | --- |
| Ангел, войдя к Ней, сказал: радуйся, Благодатная! Господь с Тобою; благословенна Ты между жёнами.         | et ingressus angelus ad eam dixit ave gratia plena Dominus tecum benedicta tu in mulieribus     | Et ingressus ad eam dixit: "Ave, gratia plena, Dominus tecum".                                       |
| и приветствие Елизаветы (Лк. 1:42)                                                                        |                                                                                                 | |
| И воскликнула громким голосом, и сказала: благословенна Ты между жёнами, и благословен плод чрева Твоего! | et exclamavit voce magna et dixit benedicta tu inter mulieres et benedictus fructus ventris tui | et exclamavit voce magna et dixit: "Benedicta tu inter mulieres, et benedictus fructus ventris tui". |

Молитва «Аве Мария» вошла в употребление у католиков со второй половины XI века. В 1495 году в своём толковании этой молитвы Дж. Савонарола (Иероним Феррарский) впервые напечатал дополнение Sancta Maria mater Dei ora pro nobis peccatoribus nunc et in hora mortis. Amen, которое (с добавлением nostrae в конце) в XVI веке было официально утверждено Тридентским собором.

## Чтение
Кроме самостоятельного значения «Аве Мария» входит в состав молитвы «Ангел Господень», которую согласно предписанию папы Иоанна XXII, изданному в 1326 году, читают трижды в день по звону колоколов.
Также она входит в состав Розария, где читают по малым бусинам чёток, тогда как большие бусины посвящены «Отче наш».

## Ave Mariaв музыке

Антифон «Аве Мария» в версии XVI века (LU, p. 1861)

В традиционном католическом богослужении известны несколько монодических распевов (так называемых «григорианских хоралов»). Наиболее старые распевы не содержат позднейшей части (начиная со строки Sancta Maria): тракт II тона (LU, 1412), два оффертория VIII тона (LU, 355 и 1318) и антифон I тона (LU, 1416; датируют X веком). В XVI веке мелодия последнего была дописана, чтобы охватить «тридентское» расширение молитвы, при этом амбитус увеличился (антифон опубликован в приложении к LU, p. 1861; см. нотный пример).
Начиная с эпохи Возрождения текст молитвы стали использовать профессиональные композиторы в различных жанрах новосочинённой многоголосной музыки. Среди них Жоскен Депре, Й. Окегем, Ж. Мутон, А. Вилларт, Дж. П. Палестрина, Т. Л. де Виктория; у ренессансных композиторов использован, как правило, только текст, реже — традиционная григорианская мелодия (как в мессах Пьера де ла Рю, К. Моралеса, Ф. Пеньялосы). 
В эпоху барокко интерес к тексту снизился, в эпоху романтизма возрос с новой силой. Музыкальные интерпретации молитвы в XIX веке создали Ш. Гуно (на основе прелюдии И. С. Баха), А. Брукнер, Дж. Верди, Ф. Лист, А. Дворжак, П. Масканьи, К. Сен-Санс и многие другие. 
Особенную популярность приобрела «Аве Мария» Ф. Шуберта. В оригинале песня, именуемая «Третья песня Эллен», написана на немецкий текст, в котором используются лишь первые два слова католической молитвы. Полный латинский текст (по принципу контрафактуры) был приспособлен к музыке Шуберта после его смерти.
Одно из наиболее известных и часто исполняемых произведений — «Ave Maria», приписываемое Дж. Каччини — является, по мнению ряда исследователей, музыкальной мистификацией и принадлежит перу советского композитора и музыканта В. Ф. Вавилова. Впервые песня была издана им на пластинке «Лютневая музыка XVI—XVII веков» в 1970 году, без указания своего имени.

## Исполнители
«Аве Мария» Шуберта исполняли многие оперные и камерные певцы, среди которых И. С. Козловский, И. И. Петров, А. П. Огнивцев, Зара Долуханова, Ирина Архипова, Виргилиус Норейка, Лучано Паваротти, Мария Каллас.
Песню Шуберта (на разных языках) включали в свои программы Михаил Александрович, Гоар Гаспарян, Дженни Сиймон, Вера Фирсова, Анна Герман, Барбра Стрейзанд, Роберто Лоретти, Il Divo, Чет Аткинс, Тарья Турунен, Бейонсе, Милен Фармер, Селин Дион, Blondie, Нина Хаген, Ногу свело!, The Cranberries, Александр Грин, In Extremo, Gregorian, Слот, Большой детский хор Всесоюзного радио и Центрального телевидения, Гела Гуралиа, Стары Ольса и др. У оперной певицы Станиславы Масленниковой есть духовно-светская концертная программа «Сквозь Ave Maria», в которую включены 3 «Аве Мария»: Каччини, Гуно (на основе прелюдии И. С. Баха) и Шуберта («Третья песня Эллен»).
У немецкой фолк-метал-группы In Extremo в альбоме «7» есть песня на латыни под названием Ave Maria, в ней поётся о Благовещении, однако других библейских слов Гавриила, кроме «Радуйся, Мария», там нет.